# Cesio
Cesio är en ort och kommun i provinsen Imperia i regionen Ligurien i Italien. Kommunen hade 273 invånare (2018).